# When the Curtain Falls
When The Curtain Falls è un singolo del gruppo musicale statunitense Greta Van Fleet, pubblicato il 17 luglio 2018 come primo estratto dal primo album in studio Anthem of the Peaceful Army.

## Tracce
1. When the Curtain Falls – 3:42

## Formazione
- Josh Kiszka – voce
- Jake Kiszka – chitarra
- Sam Kiszka – basso
- Danny Wagner – batteria